# Кахатамбо (провинция)
Кахатамбо (исп. Provincia de Cajatambo, кечуа Qaqatampu pruwinsya) — одна из 9 провинций перуанского региона Лима. Площадь составляет 1 515,21 км². Население по данным на 2007 год — 8358 человек. Плотность населения — 5,52 чел/км². Столица — одноимённый город.

## История
Провинция была образована 12 февраля 1821 года.

## География
Расположена в северной части региона. Граничит с регионами Анкаш (на северо-западе) и Уануко (на северо-востоке), а также с провинциями Ойон и Уаура (на юге).

## Административное деление
В административном отношении делится на 5 районов:
- Манас
- Горгор
- Уанкапон
- Кахатамбо
- Копа